# Comuna Șolomkî, Ovruci
Șolomkî (în ucraineană Шоломківська сільська рада) este o comună în raionul Ovruci, regiunea Jîtomîr, Ucraina, formată din satele Dovhînîci, Sloboda-Șolomkivska, Șolomkî (reședința) și Zbrankî.

## Demografie
Componența lingvistică a comunei Șolomkî
     Ucraineană (98,48%)
     Alte limbi (1,47%)
Conform recensământului din 2001, majoritatea populației comunei Șolomkî era vorbitoare de ucraineană (98,48%), existând în minoritate și vorbitori de alte limbi.